# Curimatella immaculata
Curimatella immaculata är en fiskart som först beskrevs av Fernández-yépez, 1948.  Curimatella immaculata ingår i släktet Curimatella och familjen Curimatidae. Inga underarter finns listade i Catalogue of Life.